# Zdziary
Zdziary (do roku 2012 Ździary) – wieś w Polsce położona w województwie podkarpackim, w powiecie niżańskim, w gminie Jarocin. Leży przy drodze krajowej nr 19 oraz drodze ekspresowej nr 19.

## Historia
W wyniku walk z czasów I wojny światowej we wsi pochowano poległych żołnierzy. 10 lipca 1943 Wehrmacht i SS spacyfikowały wieś. Niemcy zamordowali Stefana Maślocha, a około 30 mieszkańców wywieźli do obozów koncentracyjnych.
W latach 1975–1998 miejscowość administracyjnie należała do województwa tarnobrzeskiego. 
1 stycznia 2013 roku nazwa miejscowości została ujednolicona poprzez zmianę zapisu z literą „Ź”. Z inicjatywy gminy, nazwa osady została zmieniona na Zdziary rozporządzeniem Ministra Administracji i Cyfryzacji, które zostało opublikowane pod koniec poprzedniego roku. Funkcjonująca w urzędowym spisie nazw miejscowości nazwa „Ździary” faktycznie nie była używana.

## Sport
W 1954 w Zdziarach powstał klub piłkarski Ludowy Zespół Sportowy Zdziary. W sezonie 2021/2022 doszedł do finału podkarpackiego Pucharu Polski na szczeblu stalowowolskim, eliminując kolejno: Orła Rudnik nad Sanem, KS Jarocin, Olimpię Pysznica i Stal Nowa Dęba; w finale LZS przegrał z występującą w trzeciej lidze Stalą Stalowa Wola.